# Heliconius elimaea
Heliconius elimaea är en fjärilsart som beskrevs av Wilhelm Ferdinand Erichson 1848. Heliconius elimaea ingår i släktet Heliconius och familjen praktfjärilar. Inga underarter finns listade i Catalogue of Life.